# 岡山県道341号坪井下栃原線
岡山県道341号坪井下栃原線（おかやまけんどう341ごう つぼいしもとちばらせん）は、岡山県津山市から久米郡美咲町に至る一般県道である。

## 概要
津山市坪井下と久米郡美咲町栃原を結ぶ。

### 路線データ
- 起点：岡山県津山市坪井下（国道181号交点）
- 終点：岡山県久米郡美咲町栃原（岡山県道30号落合建部線交点、岡山県道373号栃原久米南線起点）
- 通行不能区間：岡山県津山市坪井下 - 久米郡美咲町北

## 路線状況

### 重複区間
- 岡山県道342号大垪和西小山旭線（久米郡美咲町東垪和）
- 岡山県道373号栃原久米南線（久米郡美咲町栃原）

## 地理

### 通過する自治体
- 岡山県
  - 津山市 - 久米郡美咲町

### 交差する道路
| 交差する道路                                                  | 市町村名 | 市町村名 | 交差する場所 | 交差する場所 |
| ------------------------------------------------------------- | -------- | -------- | ------------ | ------------ |
| 国道181号                                                     | 津山市   | 津山市   | 坪井下       | 起点         |
| 通行不能区間                                                  |          |          |              |              |
| 国道429号                                                     | 久米郡   | 美咲町   | 南           | [ 注釈 1 ]   |
| 岡山県道342号大垪和西小山旭線 重複区間起点                    | 久米郡   | 美咲町   | 東垪和       |              |
| 岡山県道342号大垪和西小山旭線 重複区間終点                    | 久米郡   | 美咲町   | 東垪和       |              |
| 岡山県道373号栃原久米南線 重複区間起点                        | 久米郡   | 美咲町   | 栃原         |              |
| 岡山県道30号落合建部線 岡山県道373号栃原久米南線 重複区間終点 | 久米郡   | 美咲町   | 栃原         | 終点         |

### 沿線
- 津山市立喬松小学校
- 旭北郵便局